# Santa Rita do Passa Quatro
Santa Rita do Passa Quatro, amtlich Município da Estância Climática de Santa Rita do Passa Quatro, ist eine Kleinstadt im brasilianischen Bundesstaat São Paulo. Sie ist 253 km von der Hauptstadt entfernt. Sie hatte nach der Volkszählung 2010 eine Einwohnerzahl von 26.478, die Santa-Ritenser genannt werden, bei der Schätzung 2019 wurde eine Bevölkerungszahl von 27.557 angegeben. Sie ist Teil der Metropolregion Ribeirão Preto (RMRP) und gehört durch Gesetz Nr. 719 vom 1. Juli 1950 zu zwölf durch ihr Klima besonders ausgezeichneten Orten im Bundesstaat ernannt.

## Geographie
Umliegende Orte sind Tambaú, Santa Rosa de Viterbo, São Simão, Luís Antônio, Descalvado, Porto Ferreira und Santa Cruz das Palmeiras.

## Stadtverwaltung
Stadtpräfekt (Bürgermeister) ist seit der Kommunalwahl 2016 für die Amtsperiode 2017 bis 2020 der wiedergewählte Leandro Luciano dos Santos, kurz Leandro Pilha, von dem Partido da Social Democracia Brasileira (PSDB).

## Bevölkerung
Die Bevölkerung betrug nach der Volkszählung des IBGE von 2010 26.478 Einwohner. Die Zahl wurde vom IBGE zum 1. Juli 2019 auf 27.557 Bewohner geschätzt.
Sie verteilte sich im Jahr 2010 auf 23.701 Personen (89,51 %) im besiedelten Ortsbereich und auf 2777 Personen (10,49 %) im ländlichen Bereich.
Ethnische Gruppen nach der statistischen Einteilung des IBGE 2000
| Gruppe                | Anteil | Anmerkung                         |
| --------------------- | ------ | --------------------------------- |
| Brancos               | 83,0 % | (Weiße, Nachfahren von Europäern) |
| Pardos (Mischrassige) | 11,4 % | (Mulatten, Mestizen)              |
| Pretos                | 4,7 %  | (Schwarze)                        |
| Amarelos              | 0,2 %  | asiatisch                         |
| Indios                | 0,1 %  | indigene Bevölkerung              |

### Bevölkerungsentwicklung
Quelle: IBGE (Angaben für 1996, 2007 und 2019 sind lediglich Schätzungen)

## Infrastruktur
Von Bedeutung ist die innerstaatliche Straßen SP-328, die weiteren Anschluss an die SP-215 und die SP-330 bietet.

## Persönlichkeiten der Stadt
- Zequinha de Abreu (1880–1935), Musiker